# Austrolebias vazferreirai
Austrolebias vazferreirai es un pez de la familia de los rivulinos en el orden de los ciprinodontiformes.

## Distribución geográfica
Se encuentran en Sudamérica: Brasil y Uruguay.